# MTR Nordic

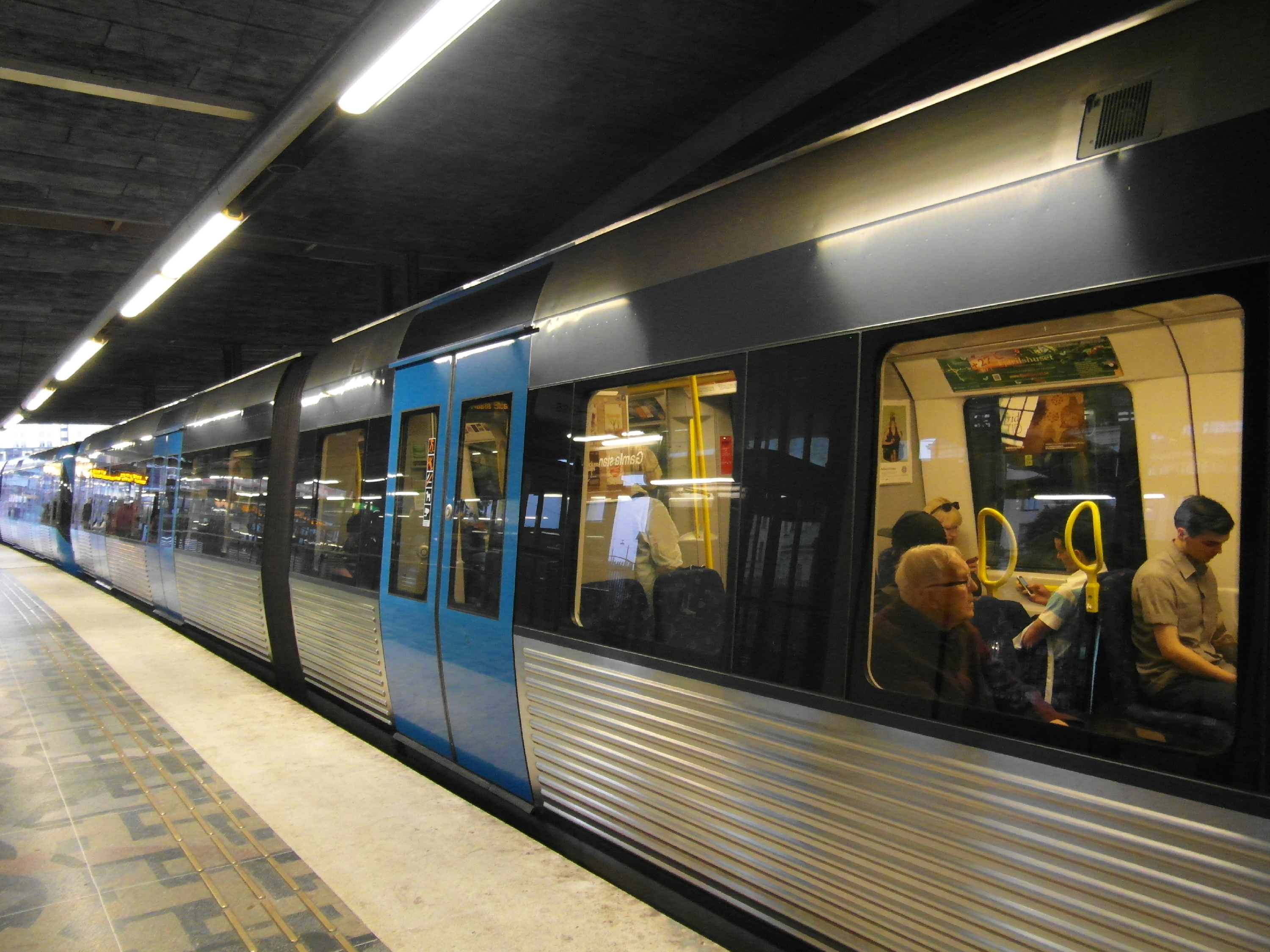
Ett tunnelbanetåg vid Gamla stans tunnelbanestation. Tunnelbanan i Stockholm körs av MTR

MTR Nordic AB är ett helägt dotterbolag till det brittiska företaget MTR Corporation UK, som i sin tur ingår i den Hongkong-baserade koncernen MTR Corporation. Företaget bedriver genom sina tre dotterbolag MTR Tunnelbanan AB, MTR Tech AB och MTR Facility Management AB verksamhet inom spårtrafikområdet i Sverige. VD för MTR Nordic är sedan 14 augusti 2023 Caroline Åstrand.

## MTR Tunnelbanan
MTR Tunnelbanan AB (före juni 2016 MTR Stockholm AB) är sedan 2 november 2009 ansvariga för drift, planering och underhåll av Stockholms tunnelbana.  Det nuvarande kontraktet med Storstockholms Lokaltrafik (SL) gällande tunnelbanan sträcker sig till november 2025, därefter tar Connecting Stockholm AB över driften.  MTR Tunnelbanan har omkring 3 000 medarbetare.
VD är sedan 8 januari 2024 Oliver Bratton.

## MTR Tech
MTR Tech AB (tidigare TBT, Tunnelbanan Teknik Stockholm AB) ansvarar för underhållet av pendeltågen och tunnelbanetågen.

## MTR Facility Management
Sedan oktober 2020 sköter MTR Facility Management lokalvård och fordonsvård inom MTR, tidigare har det varit förlagt hos de olika berörda bolagen. VD är Erika Ahlqvist.

## Tidigare verksamhet

### MTR Pendeltågen
I december 2015 beslutade Trafiknämnden i Stockholms läns landsting att MTR, genom företaget MTR Pendeltågen AB, ska ta ett helhetsansvar för Stockholms pendeltåg. Det är ett ansvar som bland annat omfattar trafikdrift, underhåll av fordon och stationer samt tjänster som till exempel kundservice.
SJ begärde överprövning av beslutet men Förvaltningsrätten i Stockholm avslog SJ:s ansökan om överprövningen. Den 11 december 2016 tog MTR över från den tidigare operatören Stockholmståg.
VD är Joakim Sundh.
Region Stockholm och MTR kom under oktober 2023 överens om att bryta avtalet i förtid. MTR Pendeltågen lämnade över ansvaret för trafiken den 3 mars 2024 till SJ.

### MTRX
Dotterbolaget MTR Express (Sweden) AB, med varumärket MTRX, började den 21 mars 2015 trafikera linjen Stockholm-Göteborg med snabbtåg av tågtypen X74 som har en maxhastighet på 200 km/h. MTRX har cirka 120 medarbetare med placering i Göteborg och Stockholm. Företaget övertogs av VR Group den 30 maj 2024.
Bolaget bytte därefter namn till VR Snabbtåg Sverige AB.

### MTR Mälartåg
Dotterbolaget MTR Mälartåg bedrev upphandlad tågtrafik i Mälardalen sedan 12 december 2021 för Mälardalstrafik. VD var Joakim Sundh. Mälartåg har dragits med stora problem sedan starten.
I februari 2024 meddelade Mälardalstrafik att avtalet om att bedriva tågtrafiken i Mälardalen på grund av bristerna avslutas i förtid, och i stället tog Transdev över tågtrafiken från den 16 juni 2024.
Fram till december 2024 kommer MTR Tech att ansvara för fordonsunderhållet och vara underleverantör till Transdev.